# Le Crime de Giovanni Episcopo
Pour plus de détails, voir Fiche technique et Distribution.
Le Crime de Giovanni Episcopo (titre original : Il delitto di Giovanni Episcopo) est un film italien, réalisé en 1947 par Alberto Lattuada.
Il s'inspire du roman Giovanni Episcopo de l'écrivain Gabriele D'Annunzio, publié en 1891.

## Synopsis
Giovanni Episcopo, humble employé administratif, mène une vie paisible dans une modeste pension de famille. Lors d'une soirée entre amis, il fait la connaissance de Giulio Wanzer, un aventurier malhonnête. Sa vie prend désormais un tournant imprévu : il change de domicile, se lie avec des personnages équivoques et tombe bientôt sous le charme de Ginevra Canale, amante et complice de Giulio Wanzer. Recherché par la police, celui-ci s'enfuit en Argentine. Quant à Episcopo, il perd son emploi et ses économies sont dilapidées. Pourtant, Ginevra, désormais seule, devient l'épouse d'Episcopo qui lui donnera même un fils, Ciro.  Lorsque Wanzer réapparaît et tente de lui reprendre Ginevra, Episcopo l'assassine et se dénonce ensuite à la police.

## Fiche technique
- Titre français : Le Crime de Giovanni Episcopo
- Titre original : Il delitto di Giovanni Episcopo
- Réalisation : Alberto Lattuada
- Scénario : Piero Tellini, Suso Cecchi D'Amico, Federico Fellini, Aldo Fabrizi et Alberto Lattuada, d'après le roman de Gabriele D'Annunzio
- Photographie : Aldo Tonti, noir et blanc
- Musique : Felice Lattuada
- Montage : Giuliana Atteni
- Décors : Guido Fiorini
- Costumes : Gino C. Sensani
- Production : Marcello d'Amico pour Lux Film - Pao (Roma)
- Pays d'origine :  Italie
- Langue : Italien
- Format : Noir et blanc — 35 mm — 1,37:1 — Son : Mono
- Genre : Film dramatique
- Année de réalisation : 1947
- Durée : 85 minutes
- Dates de sortie :
  - Italie : 23 septembre 1947
  - France : 6 novembre 1951

## Distribution
- Aldo Fabrizi : Giovanni Episcopo
- Roldano Lupi : Giulio Wanzer
- Yvonne Sanson : Ginevra Canale
- Ave Ninchi : Emilia, mère de Ginevra
- Amedeo Fabrizi : Ciro, le fils de Giovanni et Ginevra
- Alberto Sordi : Doberti
- Folco Lulli : Carlini
- Nando Bruno : Antonio
- Gina Lollobrigida : une invitée à une soirée (non créditée)

## Distinctions
Le film a été présenté en sélection officielle en compétition au Festival de Cannes 1947.
Il a également reçu Prix du meilleur réalisateur, décerné par le Sindicato Nazionale Critici Cinematografici Italiani (SNCCI) en 1948.

## Accueil
"Nous l'avons souvent noté, le prototype du héros lattuadien est le personnage humilié et offensé. De ce point de vue, anticipant sur le personnage encore plus accompli du Manteau, le Giovanni Episcopo interprété par Aldo Fabrizi est d'une grande cohérence", estime, en substance, Filippo Maria De Sanctis (in: Premier Plan, mai 1965). "De ce personnage, la chaleur rayonne tout autant que l'émotion. Il nous suffira d'évoquer les rapports qu'il entretient avec son fils, desquels surgiront l'acte final de rébellion et le meurtre de Wanzer", précise-t-il. Alberto Lattuada, lui-même, semble confirmer cette opinion en expliquant que "le scénario d' Il delitto di Giovanni Episcopo est écrit sous un angle typiquement russe, mettant en scène une histoire d'humiliation, de destruction de la personnalité à travers l'amour." Il dit, par ailleurs, qu'il éprouva un certain plaisir à "décrire une Rome qui ne soit pas la Rome des pins, mais une ville presque russe, remplie de miasmes et couverte de brouillard", ajoutant : "Et pourquoi pas ? Parfois le brouillard descend vers le sud."
Jacques Krier considère, pour sa part, dans L'Écran français du 20/11/1951, que "Lattuada a tourné un beau film, conçu pour donner au "Raimu" italien, Aldo Fabrizi, un rôle à sa taille…" admirant les "séquences du début, ainsi que la fête nocturne du 1er janvier à Rome, la promenade tragique d'Episcopo et de son fils, tournée en extérieurs réels" et qui, affirme-t-il, "méritent de figurer parmi les plus belles scènes du cinéma italien".
Enfin, mais il n'est pas le seul, il établit un parallèle entre le thème du film et celui de L'Ange bleu de Josef von Sternberg assurant que "la composition remarquable de Fabrizi, plus mesuré que Jannings, rend seule le personnage d'Episcopo vraisemblable."